# Maria Prytz
Maria Prytz, född den 18 oktober 1976 i Sveg, Sverige, är en svensk curlingspelare.
Hon tog OS-silver i damernas curlingturnering med Lag Sigfridsson i samband med de olympiska curlingtävlingarna 2014 i Sotji.